# Obywatele prezydenci
Obywatele prezydenci (oryg. My Fellow Americans) – amerykański film komediowy z 1996 roku w reżyserii Petera Segala.

## Opis fabuły
Prezydent organizuje zamach na swoich dwóch poprzedników. Ci dwaj, choć się wyjątkowo nie lubią, muszą uciekać wspólnie.

## Obsada
- Jack Lemmon - były prezydent Russell P. Kramer
- James Garner - były prezydent Matt Douglas
- Dan Aykroyd - prezydent William Haney
- John Heard - wiceprezydent Ted Matthews
- Wilford Brimley - Joe Hollis
- Sela Ward - Kaye Griffin
- Everett McGill - płk. Paul Tanner